# Ibirá
Ibirá est une ville de l'État de São Paulo au Brésil.
Sa surface est de 271,32 km² et une altitude moyenne de 446 m.
Ce nom vient de la langue Tupi.

## Maires
| Période | Période | Identité                | Étiquette | Qualité |
| ------- | ------- | ----------------------- | --------- | ------- |
| 2009    | 2012    | Nivaldo Domingos Negrão | PR        |         |

## Démographie
Au recensement de 2010, la population était de 10 896 habitants. Au recensement de 2022, elle est passée à 11 690 habitants,.